# Granice Uzbekistanu

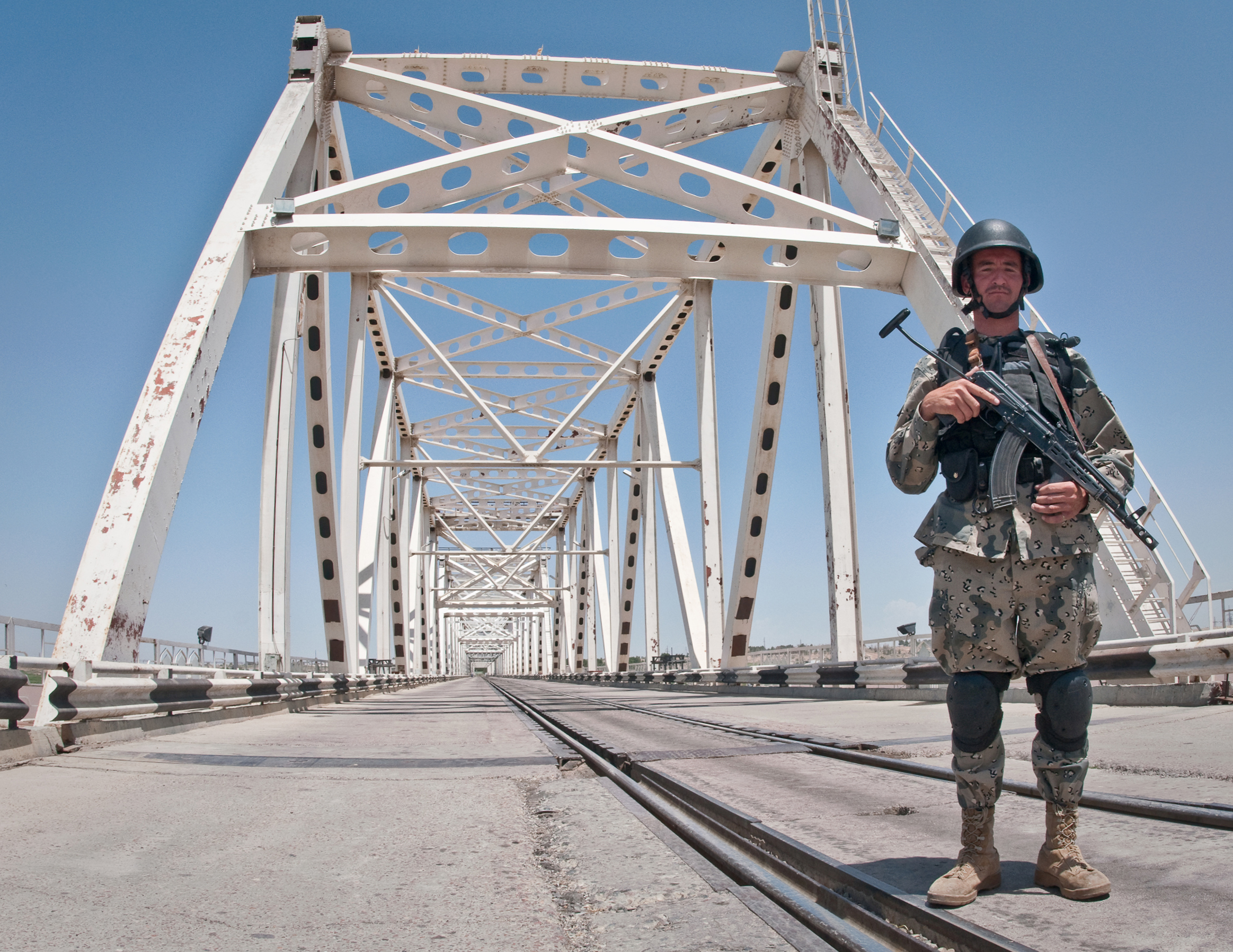
Oficer policji afgańskiej na Moście Przyjaźni, granica afgańsko-uzbecka

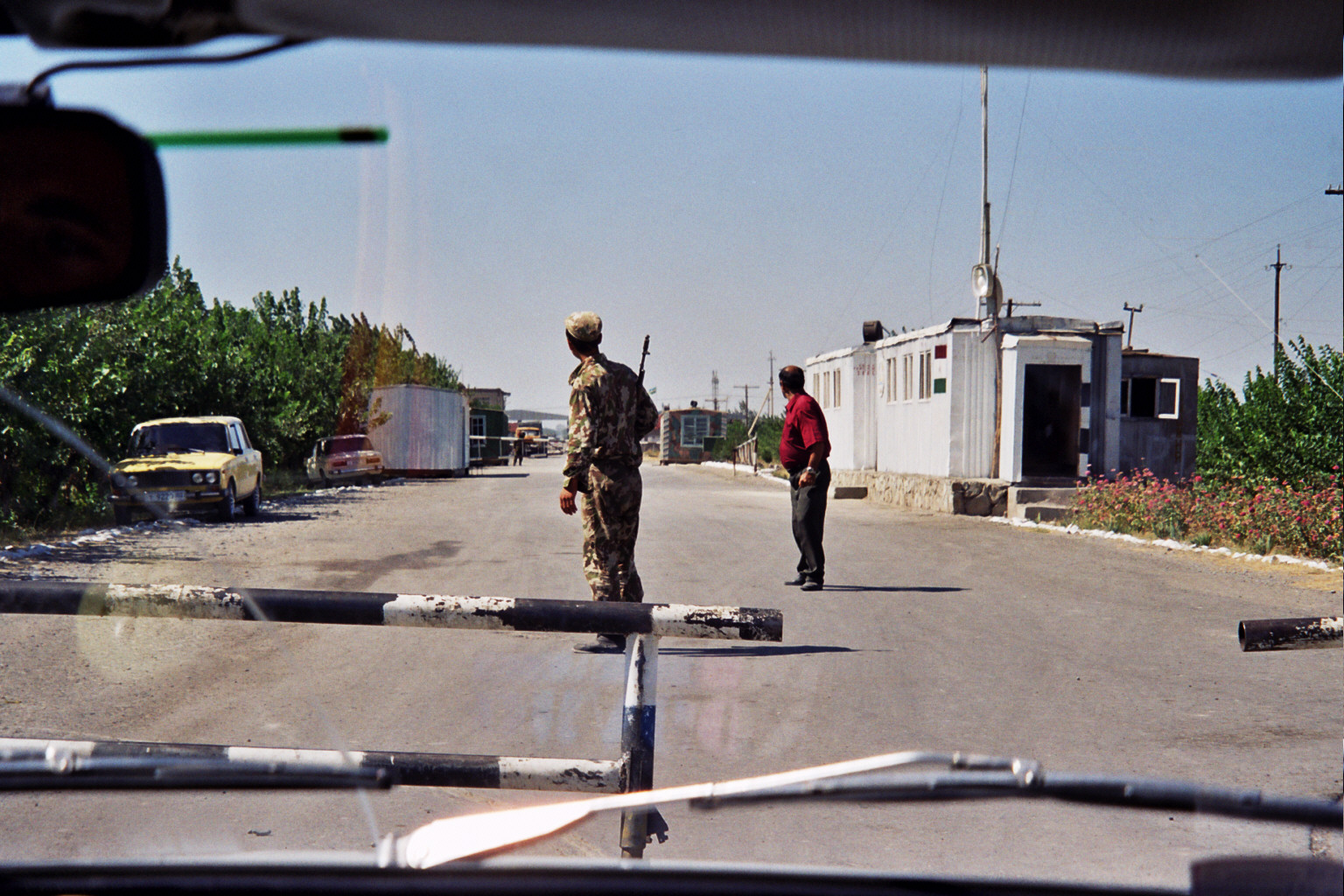
Granica tadżycko-uzbecka

Uzbekistan jest krajem śródlądowym i graniczy jedynie z pięcioma państwami bez dostępu do morza, co czyni go jednym z dwóch państw podwójnie śródlądowych. Łączna długość granic państwa wynosi 6,893 km.

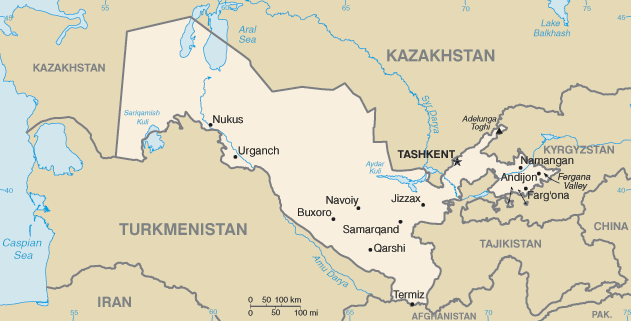
Mapa Uzbekistanu

Uzbekistan posiada wiele eksklaw, np. Shohimardon na terenie Kirgistanu.

## Obecne granice[3]
| Kraj         | Długość  |
| ------------ | -------- |
| Afganistan   | 144 km   |
| Kazachstan   | 2 330 km |
| Kirgistan    | 1 314 km |
| Tadżykistan  | 1 312 km |
| Turkmenistan | 1 793 km |